# N904 (België)
De N904 is een gewestweg in de Belgische provincie Namen. Deze weg vormt de verbinding tussen Namen en Bovesse.
De totale lengte van de N904 bedraagt ongeveer 10 kilometer.

## Plaatsen langs de N904
- Namen
- Saint-Servais
- Rhisnes
- La Bruyère
- Bovesse